# Исаев, Александр Сергеевич
Алекса́ндр Серге́евич Иса́ев (26 октября 1931, Москва — 30 августа 2018, Москва) — советский и российский учёный в области лесной биогеоценологии, академик Академии наук СССР (1984), государственный деятель, председатель Государственного комитета СССР по лесу — Министр СССР (1988—1991).

## Биография
Родился 26 октября 1931 года в семье С. И. Исаева, будущего профессора Московского государственного университета.
В 1954 году окончил Ленинградскую лесотехническую академию им. С. М. Кирова по специальности инженер-лесовод лесного хозяйства.
Поступил на заочную аспирантуру и в период с 1954 по 1960 год работал инженер-таксатором Московской объединенной авиалесоустроительной экспедиции. Его научным руководителем был А. И. Ильинский.
С 1960 года работал в Институте леса и древесины им. В. Н. Сукачева Сибирского отделения Академии наук СССР, где прошёл путь от младшего научного сотрудника до директора института:
- 1960—1964 гг. — младший научный сотрудник; в 1963 году защитил кандидатскую диссертацию[5].
- 1964—1965 гг. — старший научный сотрудник; с декабря 1965 года — член КПСС.
- 1965—1972 гг. — заведующий лабораторией; в 1972 году получил степень доктора биологических наук[6]
- 1972—1977 гг. — заместитель директора;
- 1977—1979 гг. — директор института.

С 1984 года — академик АН СССР. В 1979—1988 годах был председателем Президиума Красноярского филиала Сибирского отделения Академии наук СССР.
С 28 марта 1988 года — председатель Государственного комитета СССР по лесу.
С 7 мая по 28 августа 1991 года — председатель Государственного комитета СССР по лесу — министр СССР (и. о. до 26 ноября 1991).
С октября 1991 года стал персональным пенсионером союзного значения. Одновременно был президентом-сопредседателем Международного института леса.
В 1991—2004 годы Исаев работает директором ЦЭПЛ РАН.
В 1979—1989 годах был депутатом Совета Национальностей Верховного Совета СССР 10—11 созыва от Хакасской АО.
В 1992—1993 годах был председателем Высшего экологического совета Верховного Совета России.
Умер в Москве 30 августа 2018 года. Похоронен на Троекуровском кладбище.

## Научная деятельность
Основные труды Александра Исаева посвящены лесной экологии, рациональному лесопользованию, защите леса от вредителей и болезней. Он является автором более 300 работ (включая 10 монографий) по различным проблемам лесоведения.
Под руководством ученого выполнены фундаментальные исследования динамики численности лесных насекомых, что открыло возможность прогноза и направленной регуляции численности вредителей леса. Александр Исаев был также одним из организаторов и ведущих исполнителей программы аэрокосмического мониторинга лесов России.

### Основные работы
- Взаимодействие дерева и насекомых-ксилофагов. Новосибирск, 1975;
- Аэрокосмический мониторинг лесов. М., 1991;
- Популяционная динамика лесных насекомых. М., 2001.

## Награды и звания
- Орден Почёта (2012)[13][14];
- Орден Дружбы (1999)[15][14];
- Орден Октябрьской Революции;
- два ордена Трудового Красного Знамени;
- Золотая медаль имени В. Н. Сукачева, РАН (1992)[2]
- Благодарность Правительства Российской Федерации (6 апреля 2009) — за большой вклад в подготовку и проведение Года Российской Федерации в Китайской Народной Республике и Года Китайской Народной Республики в Российской Федерации[16];
- Лауреат премии Правительства Российской Федерации 2002 года в области науки и техники[17][14];
- Почётный гражданин Красноярского края (2005)[18];
- Почётный доктор Московского государственного университета леса (1998)[19].